# Aktiengesellschaft für Lokomotivbau Hohenzollern
Het Aktiengesellschaft für Lokomotivbau Hohenzollern was een Duits locomotiefbouwbedrijf dat actief was van 1872 tot 1929. De Hohenzollernfabriek fabriceerde normaalspoormotoren en ongeveer vierhonderd vuurloze locomotieven en diesellocomotieven van verschillende spoorbreedtes.
Het bedrijf werd opgericht op 8 juni 1872 in Grafenberg bij Düsseldorf. De firma produceerde ongeveer 4.600 locomotieven. Na de steeds kritiekere situatie in de Duitse locomotiefbouw werd de fabriek in november 1929 gesloten. De Hohenzollern AG had tevergeefs gehoopt op vervolgorders voor de DRG Class 80 van de Deutsche Reichsbahn Gesellschaft (DRG) .
Locomotief nummer 80 030 die zich in het Eisenbahnmuseum Bochum bevindt, was een van de laatste die werd gebouwd door de Lokomotivbau Hohenzollern. Nadat de laatste locomotieven de fabriek verlieten in september 1929, werd deze onmiddellijk afgebroken.

## Stoomlocomotieven zonder vuur
Hohenzollern bouwde een groot aantal vuurloze locomotieven, waaronder enkele gelede vuurloze locomotieven met een cabine aan elk uiteinde. De vuurloze locomotieven van Hohenzollern waren ongebruikelijk omdat ze binnencilinders hadden. Het Duits voor vuurloze stoomlocomotief is Dampfspeicherlokomotive, wat stoomopslaglocomotief betekent. Elke locomotief had twee tweeassige draaistellen.

## Diesellocomotieven
Hohenzollern leverde in de jaren 1920 een 1.200 pk (890 kW) diesellocomotief aan de Russische staatsspoorwegen. Deze had een 'constant-mesh'-versnellingsbak met een elektromagnetische koppeling om elke versnelling individueel in te schakelen. Rond dezelfde tijd namen de Russische staatsspoorwegen ook een dieselelektrische locomotief van 1.200 pk (890 kW) in ontvangst, klasse E el-2, ontworpen in Rusland door professor Lomonosov. De werkzaamheden aan deze locomotief werden gestart door Hohenzollern, maar om politieke redenen werd de bouw later overgebracht naar de Maschinenfabrik Esslingen. 

## Fotogalerij

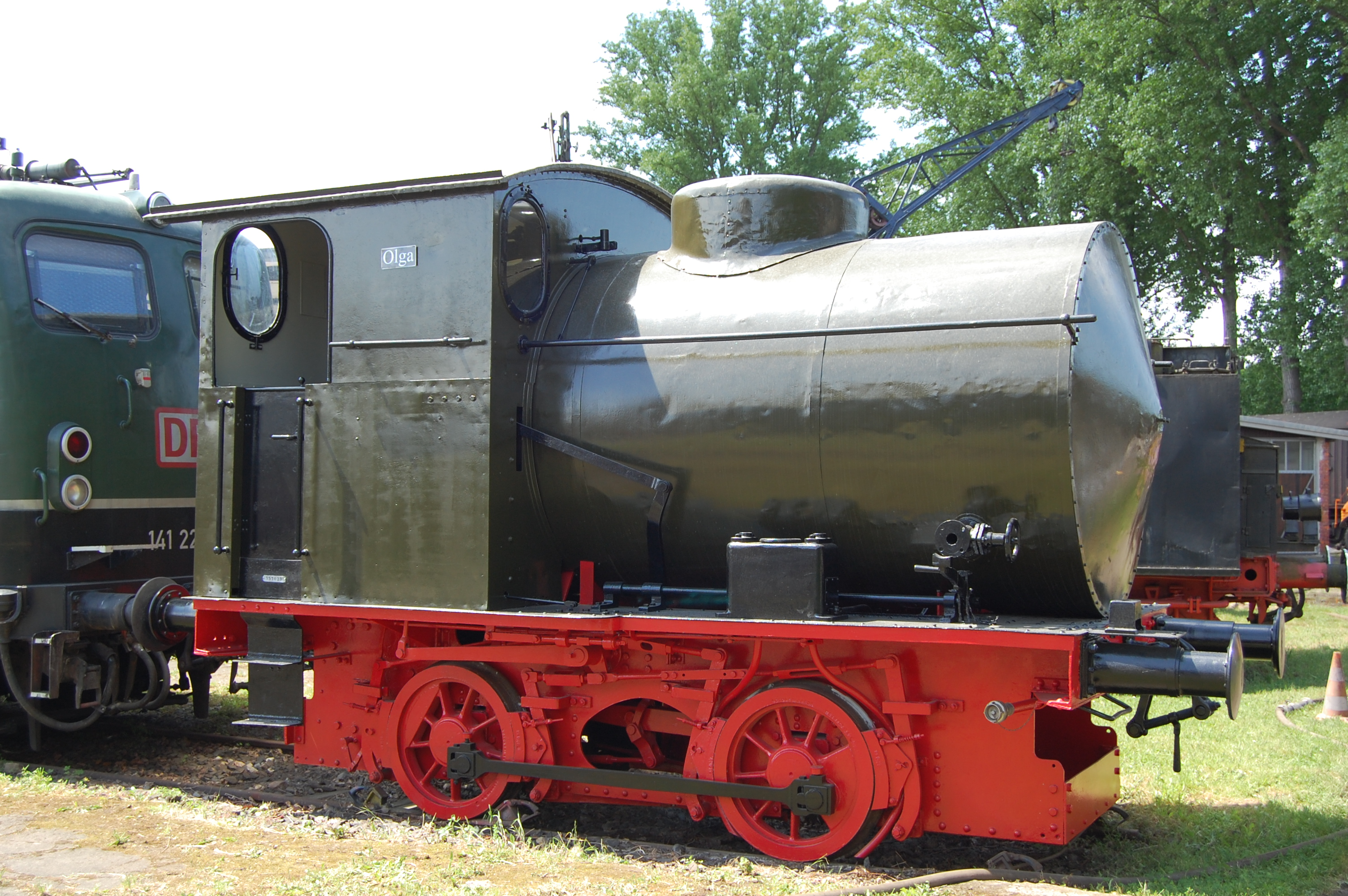
Vuurloze locomotief, bouwjaar 1911
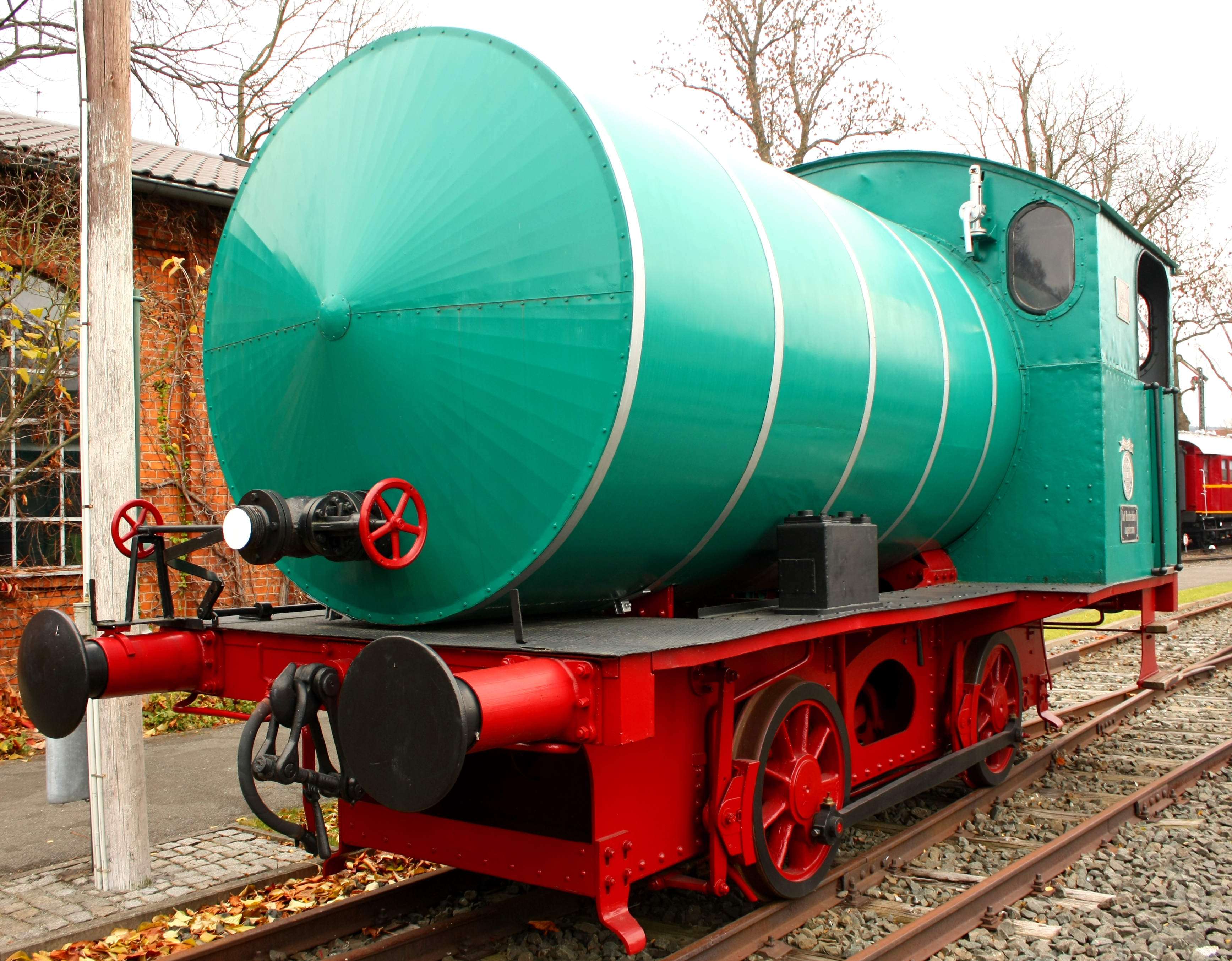
Vuurloze locomotief, bouwjaar 1910
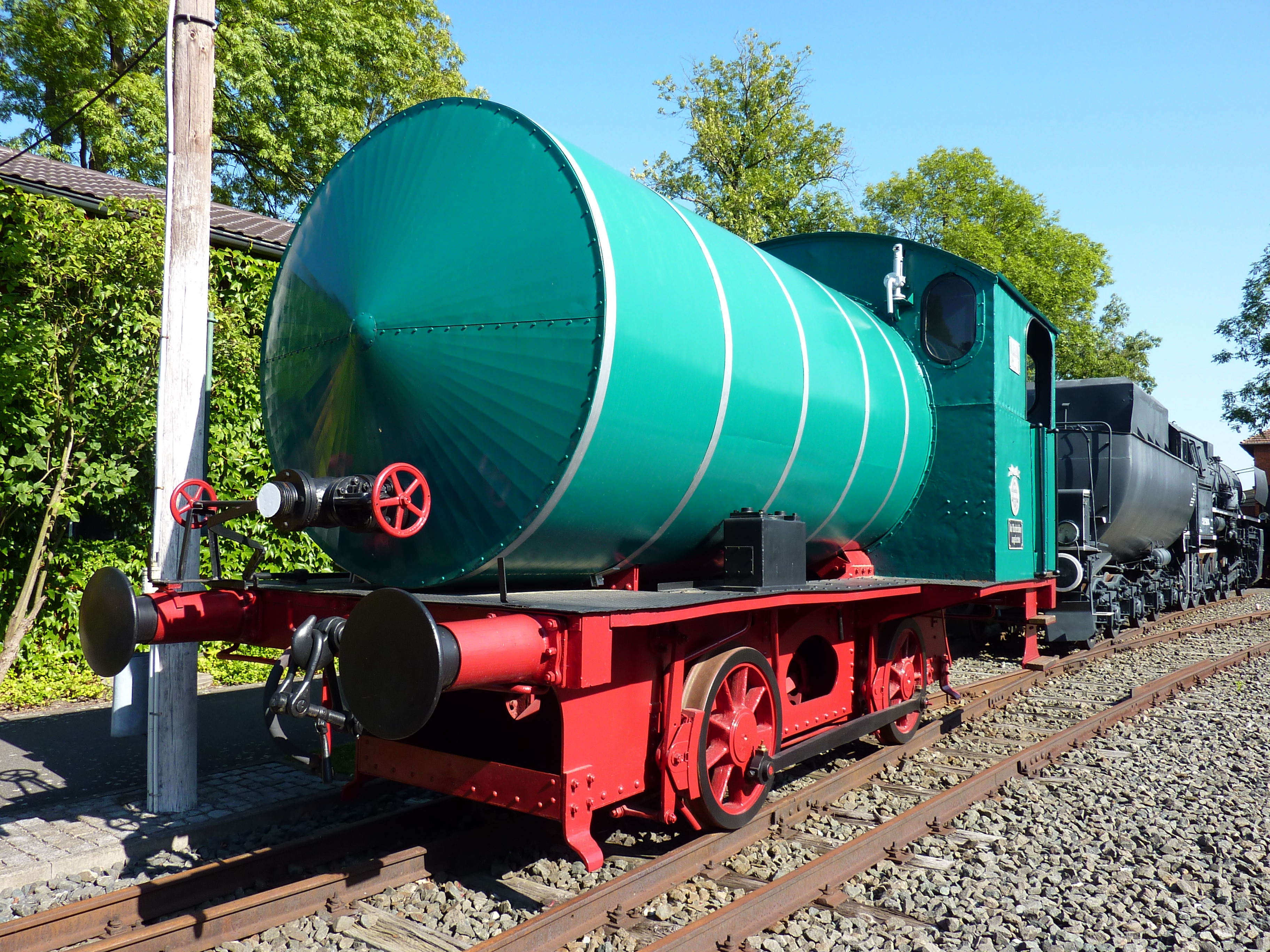
Einde 1910 gebouwde locomotief, in bezit van de suikerfabriek Pfeifer & Langen
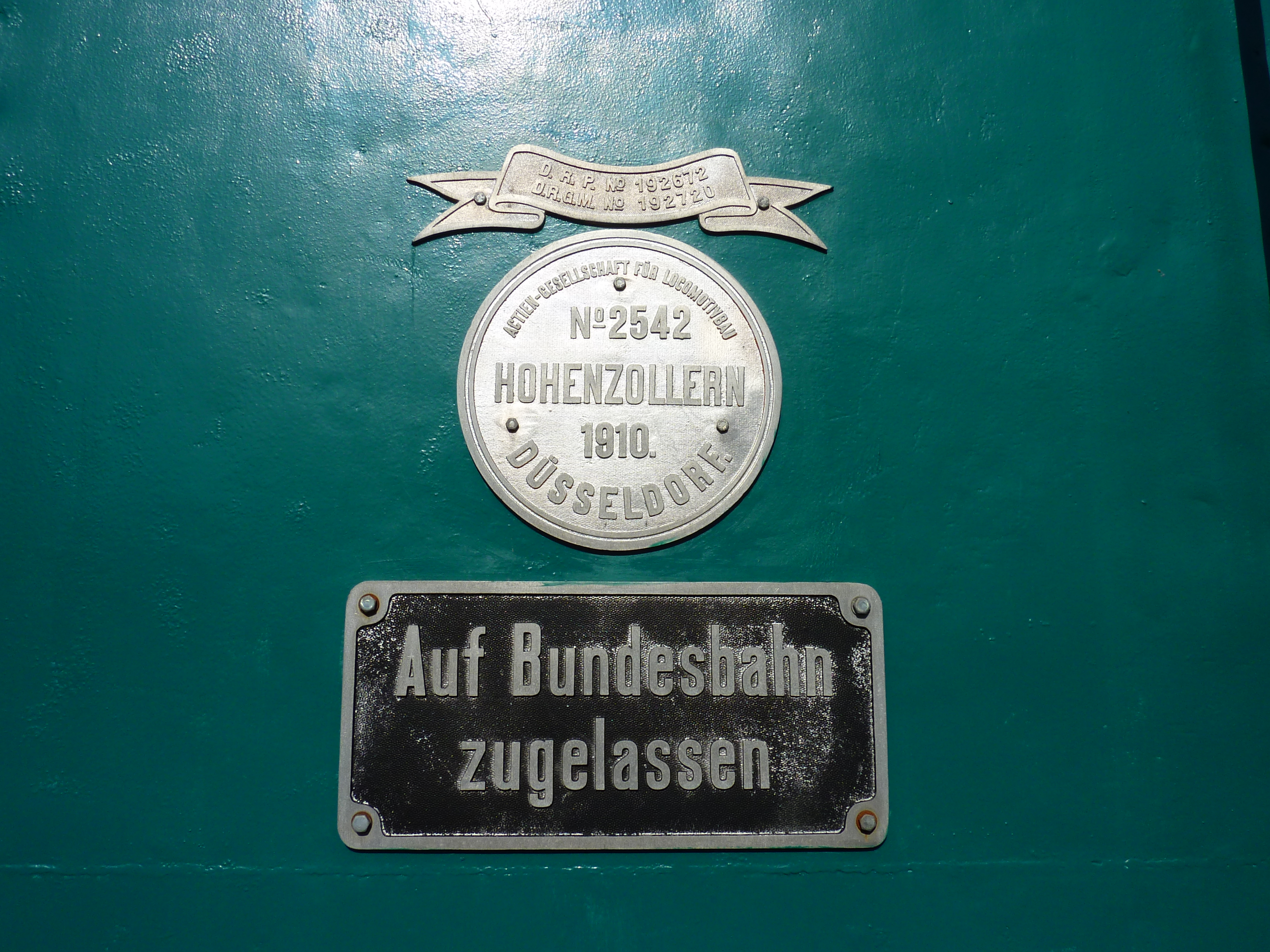
Detail van 1910
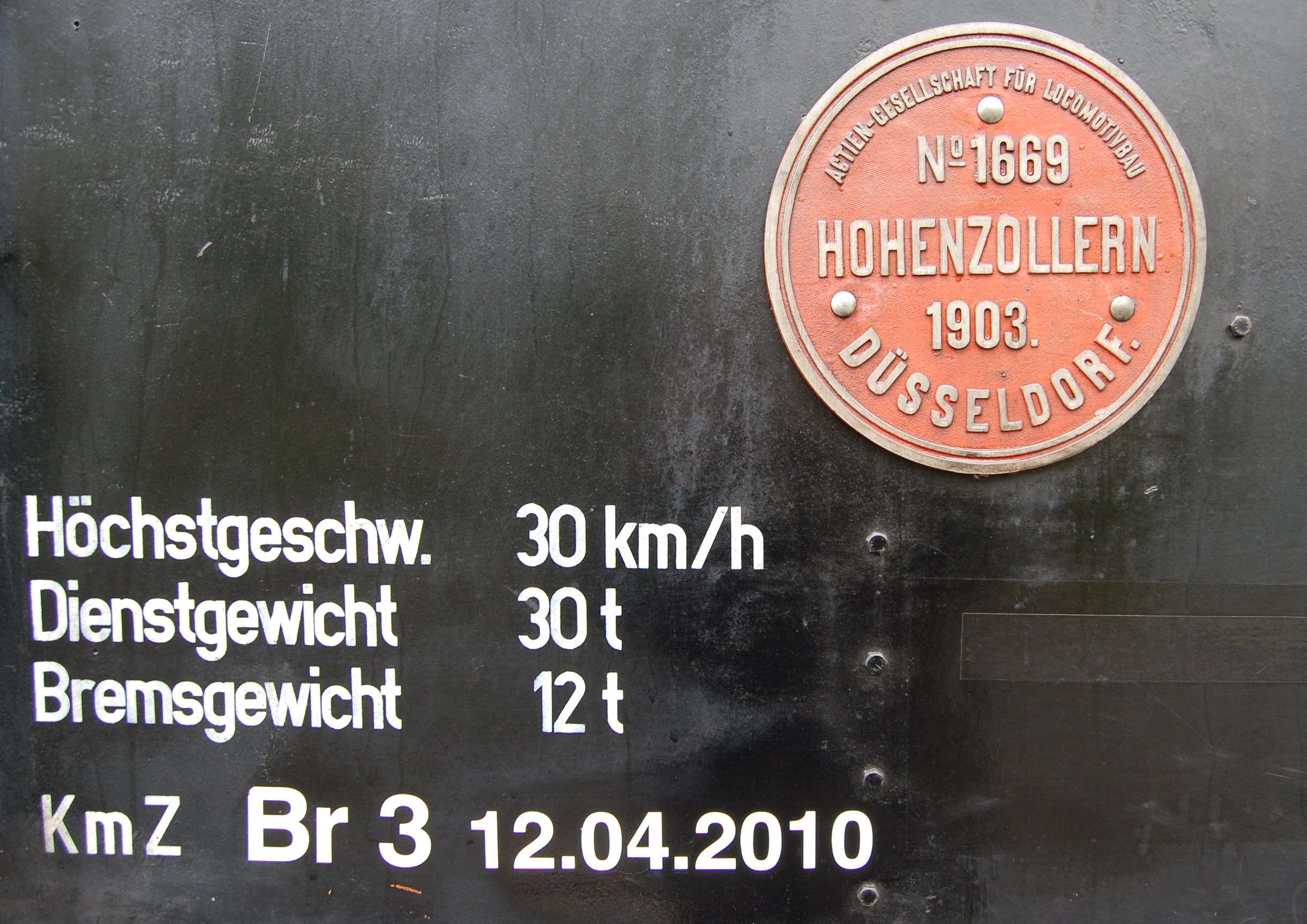
Kenteken van 1903, Fränkisches Freilandmuseum Fladungen
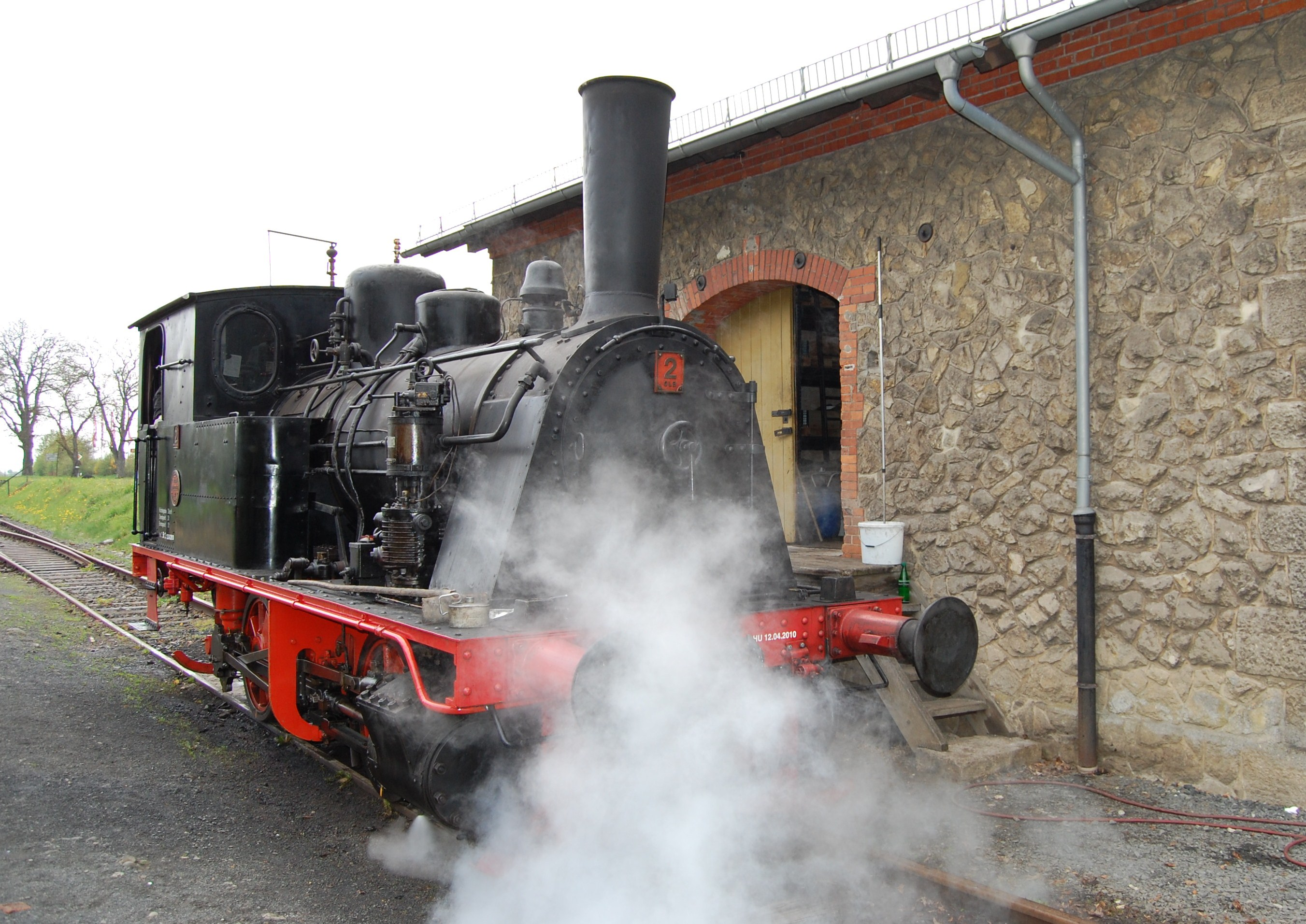
Lokomotief 1669 (bouwjaar 1903) Fränkisches Freilandmuseum Fladungen
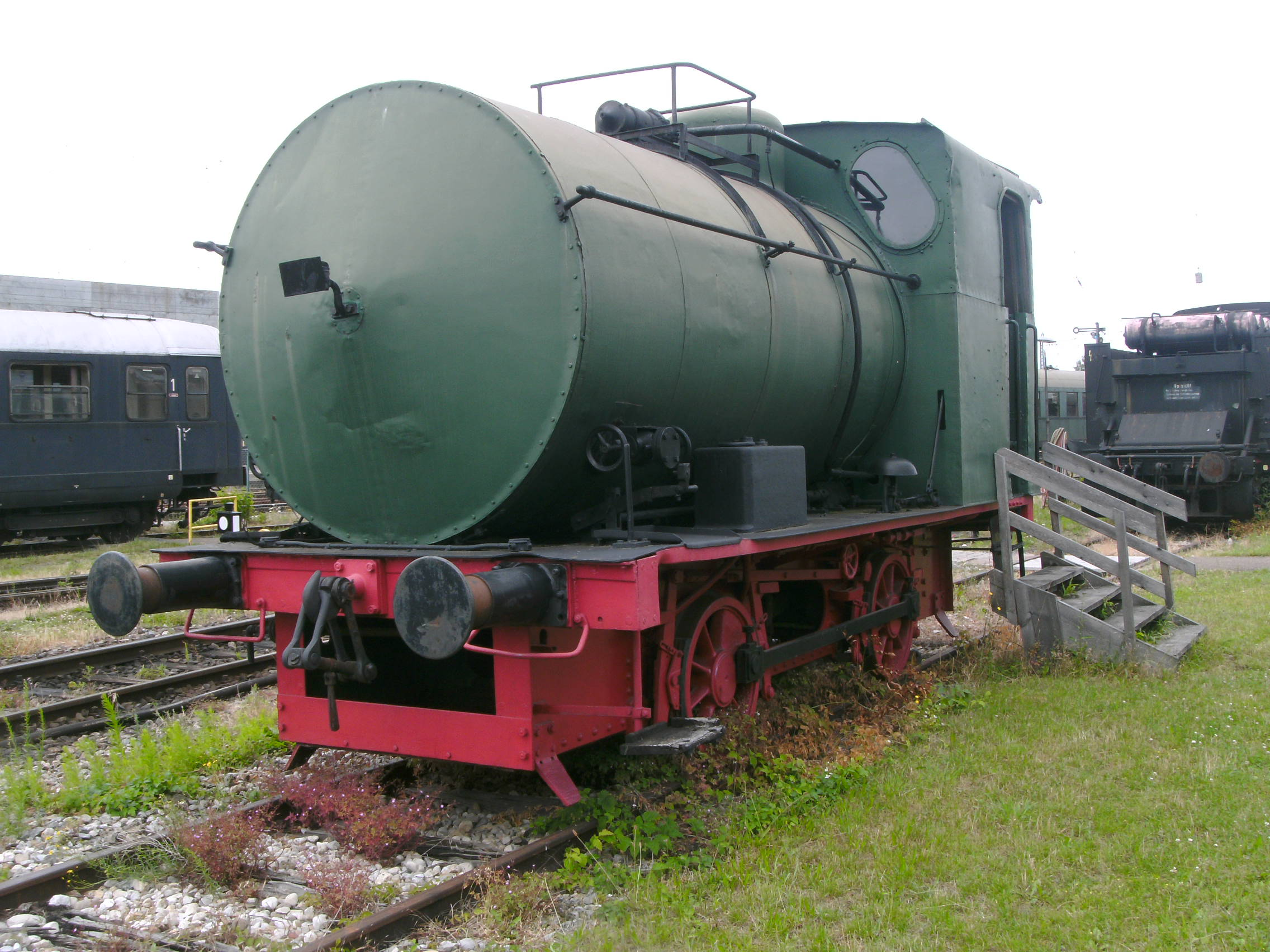
Vuurloze locomotief 3869 (bouwjaar 1918), Bayerischen Eisenbahnmuseum